# 音もダチだぜ!気分はセッション
『音もダチだぜ!気分はセッション』（おともダチだぜ きぶんはセッション）は、1986年10月3日から1992年3月27日まで東海テレビで放送された音楽番組。

## 概要
5年半にわたって放送された深夜の音楽番組で、毎回J-POP系ミュージシャンたちをゲストに迎えての音楽トークを実施していた。また、彼らが出演するプロモーションビデオやライブイベントのVTRを放送したり、公開収録形式のスタジオライブを行ったりもしていた。
当初は金曜深夜の単独番組として放送されていたが、1989年4月8日放送分からは『スーパーサタデー25』枠内で、1991年4月5日放送分からは『スーパーフライデー25』枠内で放送されるようになった。また、司会は放送開始から長らくバブルガム・ブラザーズが務めていたが、彼らは1990年3月31日放送分をもって降板。同年4月7日放送分からは伊藤銀次が司会を務めるようになり、番組タイトルロゴも「音もダチだぜ!気分はSession」に変更された。
番組の終了後、同枠では替わってラッツ&スターの鈴木雅之が司会を務める後継番組『MOTOWN PARADISE』がスタートした。

## 放送時間
いずれも日本標準時。
- 金曜 24:15 - 25:30 （1986年10月3日 - 1987年3月27日）
- 金曜 24:25 - 25:40 （1987年4月3日 - 1988年11月4日） - 『FNN東海テレビニュース工場』の放送開始に伴い、以後は10分遅れで放送。
- 金曜 24:35 - 25:50 （1988年11月11日 - 1989年3月31日） - 『テレピア流行通信』の放送開始に伴い、さらに10分遅れで放送。
- 土曜 25:15 - 26:30 （1989年4月8日 - 1990年3月31日） - 『スーパーサタデー25』枠へ移動。最初の2週のみ24:45から放送。
- 土曜 25:20 - 26:35 （1990年4月7日 - 1991年3月30日） - 『スポーツワイド プロ野球ニュース』の放送枠拡大に伴い、以後は5分遅れで放送。
- 金曜 25:20 - 26:35 （1991年4月5日 - 1992年3月27日） - 『スーパーフライデー25』枠へ移動。

## 出演者

### 1990年3月まで
- ブラザー・トム（バブルガム・ブラザーズ）
- ブラザー・コーン（バブルガム・ブラザーズ）
- ほか

### 1990年4月以降
- 伊藤銀次
- RYOKO（都木涼子）
- 夏木晴美

## 備考
- 前期司会のブラザー・コーンは、後にこの番組のアシスタントを務めていた女性と結婚した。